# Школска психологија
Школска психологија је примењена научна дисциплина која изучава психолошке аспекте образовног и васпитног процеса у школи. Посебно се бави испитивањем зрелости деце за полазак у школу, проучава проблеме израде школског програма са становишта његове прилагођености способностима и могућностима ученика одређеног узраста, затим проблеме организације предавања, методику наставе, однос ученика и наставника, проблеме формирања разредног колектива и оцењивања знања. Посебно обраћа пажњу на сарадњу породице и школе као и учешће ученика у процесу наставе.